# Charanyca basivoluta
Charanyca basivoluta är en fjärilsart som beskrevs av Wihan. Charanyca basivoluta ingår i släktet Charanyca och familjen nattflyn. Inga underarter finns listade i Catalogue of Life.